# Miguel Rodríguez (football)
Miguel Rodríguez, né le 29 avril 2003 à Redondela en Espagne, est un footballeur espagnol qui joue au poste d'ailier droit au FC Utrecht, en prêt du Celta de Vigo.

## Biographie

### En club
Né à Redondela en Espagne, Miguel Rodríguez est formé par le Celta de Vigo. Lors de l'été 2020, Rodríguez est appelé pour la première fois dans le groupe de l'équipe première pour les matchs d'avant-saison.
Le 4 octobre 2020, Rodríguez joue son premier match en équipe première à l'occasion d'une rencontre de Liga face au CA Osasuna. Il entre en jeu à la place de Nolito et son équipe s'incline par deux buts à zéro,. Cette apparition fait de lui, à 17 ans et 159 jours, le quatrième plus jeune joueur de l'histoire du Celta Vigo derrière Sansón, Iago Bouzón (en) et Santi Mina.
Le 7 avril 2023, Rodríguez inscrit son premier but en professionnel, lors d'une rencontre de Liga contre le Séville FC. Il entre en jeu et participe à la remontée au score de son équipe, qui était menée de deux buts (2-2 score final).

### En sélection
Miguel Rodríguez commence sa carrière internationale avec l'équipe d'Espagne des moins de 16 ans. Il joue au total neuf matchs, tous en 2019, pour un but marqué.
Avec les moins de 18 ans il joue trois matchs tous en 2019, et marque un but.
Il figure dans une pré-liste avec l'équipe d'Espagne espoirs en août 2023.

## Statistiques
Le tableau ci-dessous retrace la carrière de Miguel Rodríguez depuis ses débuts :

### Statistiques détaillées
| Saison                | Club                  | Championnat           | Championnat | Championnat | Coupe(s) nationale(s) | Coupe(s) nationale(s) | Compétition(s) continentale(s) | Compétition(s) continentale(s) | Compétition(s) continentale(s) | Total | Total |
| Saison                | Club                  | Division              | M.          | B.          | M.                    | B.                    | Comp.                          | M.                             | B.                             | M.    | B.    |
| 2020-2021             | Celta de Vigo         | Liga                  | 4           | 0           | -                     | -                     | -                              | -                              | -                              | 4     | 0     |
| 2021-2022             | Celta de Vigo         | Liga                  | -           | -           | -                     | -                     | -                              | -                              | -                              | 0     | 0     |
| 2022-2023             | Celta de Vigo         | Liga                  | 7           | 1           | 1                     | 0                     | -                              | -                              | -                              | 8     | 1     |
| 2023-2024             | Celta de Vigo         | Liga                  | 11          | 0           | 5                     | 1                     | -                              | -                              | -                              | 16    | 1     |
| Total sur la carrière | Total sur la carrière | Total sur la carrière | 22          | 1           | 6                     | 1                     | -                              | 0                              | 0                              | 28    | 2     |